# قله گراندیوزنی
قله گراندیوزنی (انگلیسی: Grandiozny Peak) یکی از کوه‌های سیبری جنوبی در سرزمین کراسنویارسک ناحیه فدرالی خاور دور کشور روسیه است.